# Anastasia Bliznjoek
Anastasia Ilinitsjna Bliznjoek (Russisch: Анастасия Ильинична Близнюк) (Zaporizja, 28 juni 1994) is een Russisch gymnaste.
Op de Olympische Zomerspelen 2012 en 2016 behaalde ze met het Russische team goud bij de ritmische gymnastiek landenwedstrijd.

## Resultaten

### Olympische Zomerspelen
| Jaar | Plaats         | Resultaten                           |
| ---- | -------------- | ------------------------------------ |
| 2012 | Londen         | ritmische gymnastiek landenwedstrijd |
| 2016 | Rio de Janeiro | ritmische gymnastiek landenwedstrijd |

### Wereldkampioenschappen ritmische gymnastiek
| Jaar | Plaats | Resultaten                                                                        |
| ---- | ------ | --------------------------------------------------------------------------------- |
| 2013 | Kiev   | landenwedstrijd 3 ballen + 2 touwen · landenwedstrijd                             |
| 2017 | Pesaro | landenwedstrijd · landenwedstrijd 3 ballen + 2 touwen · 5 landenwedstrijd hoepels |

1996: Baldó, Cabanillas, Giménez, Guréndez, Lamarca, Martínez ·
2000: Belova, Lavrova, Netejesova, Sjimanskaja, Tsjalamova, Zilber ·
2004: Beloegina, Glatskich, Koerbakova, Lavrova, Moerzina, Posevina ·
2008: Alijtsjoek, Gavrilenko, Gorboenova, Posevina, Sjkoerichina, Zoejeva ·
2012: Bliznjoek, Donskova, Doedkina, Makarenko, Nazarenko, Svastjanova ·
2016: Birjoekova, Bliznjoek, Maksimova, Tatareva, Tolkatsjova ·
2020: Dyankova, Kiryakova, Radukanova, Traets, Zafirova ·
2024: Guo, Hao, Huang, Wang, Ding